# 도이 요이치
도이 요이치(일본어: 土肥 洋一, 1973년 7월 25일, 구마모토현 ~)는 일본의 전 축구 선수로, 포지션은 골키퍼였다.

## 구단 경력
요이치는 1992 ~ 1999년 가시와 레이솔, 2000 ~ 2007년 FC 도쿄를 거쳐 2008년부터 도쿄 베르디에서 활동하고 있다.

## 국가대표팀 경력
그는 2004년 2월 7일 말레이시아과의 경기에서 일본 국가대표팀에 데뷔했다. 그는 2005년까지 국제 A매치 통산 4경기에 출전했다. 2006년 FIFA 월드컵에서는 제3의 골키퍼로 선수 명단에 들었으나, 경기에는 출전하지 않았다.

## 통계
| 일본 | 일본 | 일본 |
| 연도 | 출전 | 득점 |
| ---- | ---- | ---- |
| 2004 | 2    | 0    |
| 2005 | 2    | 0    |
| 통산 | 4    | 0    |